# José Manuel García-Margallo
José Manuel García-Margallo y Marfil (Madrid, 13 augustus 1944) is een Spaanse christendemocratische politicus. Sinds 11 december 2011 is hij minister van Buitenlandse Zaken en Ontwikkelingssamenwerking in het kabinet van Mariano Rajoy. Eerder was hij lid van het Europees Parlement (1994-2011) en de Cortes Generales (1977-1982, 1986-1994).

## Biografie
García-Margallo volgde de middelbare school aan het Colegio San Ignacio in San Sebastián. Hij studeerde rechten en economie aan de Universiteit van Deusto. Zijn studie Rechten behaalde García-Margallo met de hoogste waardering in 1965. Vervolgens studeerde hij tot 1973 aan de Harvard Law School waar hij een master volgde in ondernemingsrecht. In 1974 werd García-Margallo hoofd van de afdeling Onderzoek en Programmering bij het Spaanse ministerie van Financiën. Naast zijn werk bij het ministerie werkte hij ook als universitair docent aan de Faculteit van Rechtsgeleerdheid in San Sebastián.
García-Margallo begon zijn politieke carrière in 1960 toen hij zich aansloot bij de Jonge Monarchisten van Spanje (JUME). Na de val van het Francoregime was hij een van de oprichters van de Partido Popular (1976-) en de Unie van het Democratische Centrum (1977-1983). In 1977 werd García-Margallo gekozen tot afgevaardigde in de Cortes Generales.
In 1994 werd García-Margallo gekozen in het Europees Parlement. Als parlementslid was hij vicevoorzitter van de commissie voor economische en monetaire zaken (1997-2011) en de commissie voor de betrekkingen met Centraal-Amerika en Mexico (1996-1997, 1999-2002, 2004-2009). García-Margallo verliet het Europees Parlement in december 2011 vanwege zijn benoeming tot minister van Buitenlandse Zaken in de regering van Mariano Rajoy.
- Biblioteca Nacional de España: XX914450
- Bibliothèque nationale de France: cb135948025 (data)
- Catàleg d'autoritats de noms i títols de Catalunya: 981058528898406706
- Gemeinsame Normdatei: 171562763
- International Standard Name Identifier: 0000 0000 5954 2243
- Library of Congress Control Number: no95011239
- Nationale Bibliotheek van Tsjechië: jo20211118091
- Nationale Bibliotheek van Polen: a0000003550633
- Système universitaire de documentation: 069664250
- Virtual International Authority File: 39546876
- WorldCat: E39PBJB49G3J89bhYgxm7wyw4q